# Senators de Binghamton
Les Senators de Binghamton sont une franchise professionnelle de hockey sur glace qui évoluait dans la Ligue américaine de hockey en Amérique du Nord.

## Histoire
Après une absence de cinq ans et le départ, en 1997, de la franchise des Rangers de Binghamton pour Hartford (où ils deviennent les Wolf Pack de Hartford), la Ligue américaine de hockey revient à Binghamton en 2002. La première saison des Senators est récompensée par une qualification pour les séries éliminatoires grâce à 97 points récoltés en saison régulière (43 victoires, 26 défaites et 9 matchs nuls). Ils battent facilement les IceCats de Worcester puis les Sound Tigers de Bridgeport avant que les Bulldogs de Hamilton, futurs finalistes, ne les éliminent au troisième tour. La saison suivante n'est pas aussi bonne, la perte de joueurs tels Antoine Vermette et Jason Spezza ayant affaiblit l'équipe, et ils sont éliminés en tour préliminaire des séries par les Admirals de Norfolk.
Durant la saison annulée de LNH, d'anciens illustres joueurs reviennent porter le maillot des senators : Jason Spezza, Antoine Vermette, Anton Volchenkov, Chris Neil, Brian Pothier et Rob Ray, faisant de l'équipe une des prétendantes à la coupe Calder. Spezza finit meilleur pointeur avec 117 points, glanant au passage le trophée Les-Cunningham. Les Senators terminent la saison régulière avec seulement 21 défaites, égalant le deuxième record en la matière en LAH, gagnant leur division avec un record de 276 buts marqués. Les Senators entrent en séries comme ils ont terminé la saison régulière : par des victoires. Mais après avoir gagné leurs deux premiers matchs, ils perdent les 4 suivants, n'inscrivant que 5 buts contre les Penguins de Wilkes-Barre/Scranton, et disant adieu à leurs espoirs de coupe Calder.
Après avoir été écarté des séries lors des cinq dernières saisons, les Senators connaissent une bonne saison 2010-2011 puis éliminent tour à tour les Monarchs de Manchester, les Pirates de Portland et les Checkers de Charlotte pour atteindre la finale. Les Senators remportent la coupe Calder en battant les Aeros de Houston en 6 parties. Le gardien suédois Robin Lehner remporte le trophée Jack-A.-Butterfield, remis au joueur par excellence des séries, pour son dossier de 14-4, sa moyenne de buts alloués de 2,10 et son pourcentage d'arrêts de 93,9 %.
Après 14 saisons à Binghamton (2002-2003 à 2016-2017), l'équipe déménage à Belleville (Ontario) et devient les Senators de Belleville à partir de la saison 2017-2018.

## Statistiques
| Saison    | PJ | V  | D  | N | DP | DTB | BP  | BC  | Pts | Classement       | Séries éliminatoires |
| --------- | -- | -- | -- | - | -- | --- | --- | --- | --- | ---------------- | --- |
| 2002-2003 | 80 | 43 | 26 | 9 | 2  | -   | 239 | 207 | 97  | 1er division Est | 3-0 IceCats de Worcester 4-2 Sound Tigers de Bridgeport 1-4 Bulldogs de Hamilton                                               |
| 2003-2004 | 80 | 34 | 34 | 9 | 3  | -   | 210 | 216 | 80  | 4e division Est  | 0-2 Admirals de Norfolk |
| 2004-2005 | 80 | 47 | 21 | 7 | 5  | -   | 276 | 217 | 106 | 1er division Est | 2-4 Penguins de WBS |
| 2005-2006 | 80 | 35 | 37 | - | 4  | 4   | 258 | 295 | 78  | 5e division Est  | Non qualifiés |
| 2006-2007 | 80 | 23 | 48 | - | 4  | 5   | 225 | 323 | 55  | 7e division Est  | Non qualifiés |
| 2007-2008 | 80 | 34 | 32 | - | 9  | 5   | 225 | 248 | 82  | 6e division Est  | Non qualifiés |
| 2008-2009 | 80 | 41 | 30 | - | 5  | 4   | 232 | 238 | 91  | 5e division Est  | Non qualifiés |
| 2009-2010 | 80 | 36 | 35 | - | 6  | 3   | 251 | 260 | 81  | 5e division Est  | Non qualifiés |
| 2010-2011 | 80 | 42 | 30 | - | 3  | 5   | 255 | 221 | 91  | 5e division Est  | 4-3 Monarchs de Manchester 4-2 Pirates de Portland 4-0 Checkers de Charlotte 4-2 Aeros de Houston Champions de la Coupe Calder |
| 2011-2012 | 76 | 29 | 40 | - | 5  | 2   | 201 | 243 | 65  | 5e division Est  | Non qualifiés |
| 2012-2013 | 76 | 44 | 24 | - | 1  | 7   | 227 | 188 | 96  | 2e division Est  | 0-3 Penguins de WBS |
| 2013-2014 | 76 | 44 | 24 | - | 3  | 5   | 276 | 232 | 96  | 1er division Est | 1-3 Penguins de WBS |
| 2014-2015 | 76 | 34 | 34 | - | 7  | 1   | 242 | 258 | 76  | 3e division Est  | Non qualifiés |
| 2015-2016 | 76 | 31 | 38 | - | 6  | 1   | 204 | 241 | 69  | 7e division Nord | Non qualifiés |
| 2016-2017 | 76 | 28 | 44 | - | 2  | 2   | 190 | 266 | 60  | 7e division Nord | Non qualifiés |

## Entraîneurs
- John Paddock (2002-2004)
- Dave Cameron (2004-2007)
- Cory Clouston (2007-2009)
- Curtis Hunt (2009)
- Don Nachbaur (2009-2010)
- Kurt Kleinendorst (2010-2012)
- Luke Richardson (2012-2016)
- Kurt Kleinendorst (depuis 2016)

## Palmarès
- Titres de division : 2002-2003 et 2004-2005
- Championnat gagné : 2010-2011

## Records d'équipe

### En une saison
- Buts : 56 - Denis Hamel (2005-06)
- Aides : 85 - Jason Spezza (2004-05)
- Points : 117 - Jason Spezza (2004-05)
- Minutes de pénalité : 551 - Brian McGrattan (2004-05)
- Buts encaissés par partie : 2,42 - Ray Emery (2002-03)
- %Arrêt : 92,4 % - Ray Emery (2002-03)

### En carrière
- Buts : 124 - Denis Hamel
- Aides : 117 - Jason Spezza
- Points : 236 - Denis Hamel
- Minutes de pénalité : 1 051 - Brian McGrattan
- Victoires de gardien : 67 - Ray Emery
- Blanchissages : 11 - Ray Emery
- Nombre de parties : 216 - Christoph Schubert